# Alexander Breslow
Pour les articles homonymes, voir Breslow.
Alexander Breslow était un anatomopathologiste américain né en 1928 et décédé le 20 juillet 1980. Il est à l'origine de l'indice de Breslow qui est une mesure de l'épaisseur du mélanome qui permet de mieux en connaitre le pronostic de ce cancer.